# Поза
По́за (из фр. pose через немецкий, ранее из лат. pono (супин positum) «класть, ставить») — положение, принимаемое человеческим телом, положение тела, головы и конечностей по отношению друг к другу.
В переносном значении «поза» — это притворство, неискреннее поведение или позёрство: например, «встать в позу» — принять нарочито эффектное положение.
Позы изучаются биомеханикой, физической культурой и физиологией. Поза, как правило, поддерживается за счёт баланса сегментов тела, тонического напряжения мышц, поддерживающих суставные углы, и взаимодействия с опорой.
Поза характеризуется относительной неподвижностью, а также ориентацией позвоночника относительно горизонта и опорной частью тела. Основными позами человека являются: вертикальная (ортоградная) — с опорой на стопы (поза стоя), с опорой на ягодицы (поза сидя) и горизонтальная с опорой на спину (лёжа), на кисти рук и колени (на четвереньках).
|                            |                         |                         | Опора           | Опора           | Опора           | Опора           | Опора           | Опора           | Опора |
| Ориентация позвоночника    | Ориентация позвоночника | Ориентация позвоночника | Стопы           | Ягодицы         | Спина           | Голова          | Кисти рук       | Колени          | …     |
| -------------------------- | ----------------------- | ----------------------- | --------------- | --------------- | --------------- | --------------- | --------------- | --------------- | ----- |
| Вертикальное (ортоградное) | головой вверх           | головой вверх           | Стоя            | Сидя            |                 |                 |                 |                 |       |
| Вертикальное (ортоградное) | головой вниз            |                         |                 |                 |                 |                 |                 |                 |       |
| Горизонтальное             | спиной вниз             | спиной вниз             | Лёжа (на спине) | Лёжа (на спине) | Лёжа (на спине) | Лёжа (на спине) |                 |                 |       |
| Горизонтальное             | спиной вверх            | спиной вверх            |                 |                 |                 |                 | На четвереньках | На четвереньках |       |
| Горизонтальное             | на боку                 |                         |                 |                 |                 |                 |                 |                 |       |
| Наклонное                  | Наклонное               | головой вверх           |                 |                 |                 |                 |                 |                 |       |
| Наклонное                  | Наклонное               | головой вниз            |                 |                 |                 |                 |                 |                 |       |

Регуляция позы (постуральная регуляция) сложна и осуществляется с участием различных уровней центральной нервной системы, а при произвольных изменениях позы — и коры головного мозга. Ощущение позы — проприоцепция.
И у человека, и у животных поза может выражать эмоции. Эмоции также передаются через позу в искусстве — балете, скульптуре, живописи. Особое значение придаётся позе в спорте (в том числе в боевых искусствах), в оздоровительных системах (например, в йоге) и в медицине.
С термином «поза» связан целый ряд достаточно сложных понятий из области физической культуры, физиологии и биомеханики человека: положение тела, осанка,стояние, ходьба.
Синонимы слова поза:
- стойка — в спорте и физической культуре;
- асана — в йоге;
- положение тела — в биомеханике;
- «язык тела» — в психологии.

## Общая характеристика позы
- Естественная поза — непринуждённая, обычная поза, принимаемая без каких-либо усилий со стороны принимающего её человека.
- Неестественная поза — поза не характерная для живого здорового человека в сознании (поза трупа, характерная поза (опистотонус) при заболевании столбняком, неестественные вычурные позы при шизофрении). Неестественные позы, связанные с заболеваниями относят к категории патологических поз.
- Патологическая поза — поза в результате заболевания опорно-двигательной или нервной системы.
- Вынужденная поза — поза, принимаемая под влиянием внешних обстоятельств или для облегчения болевых ощущений (например, вынужденная рабочая поза, анталгическая поза при поясничном радикулите).
- Привычная поза — особенность позы конкретного человека, которую он принимает без излишнего мышечного напряжения, автоматически, без участия сознания (см. осанка).

Также существуют такие отдельные понятия, как «рабочая поза», «спортивная поза».

## «Поза» и «осанка»
Понятия «поза» и «осанка» часто смешивают. Оба эти понятия характеризуют положение тела человека. Человек под влиянием внешних обстоятельств или усилием воли может принять любую (доступную для его опорно-двигательной системы) позу. Однако осанка — это та привычная поза, которая определяется рефлекторно, так называемым двигательным стереотипом — комплексом безусловных рефлексов, а также скелетным и мышечным балансом.
С точки зрения физиологии и биомеханики поза и осанка — отличаются следующим образом:
- поза — это любое положение тела человека и животного;
- осанка это — это привычная вертикальная поза (вертикальное положение тела человека) в покое и при движении, определяемая двигательным стереотипом, скелетным равновесием и мышечным балансом.

Как следует из определения осанки, речь идет только о привычной, вертикальной позе. Поза же является одной из характеристик осанки.
Поза — это «застывшее» движение, а осанка — «живая» поза, изменяющаяся во времени (осаночное колебание тела при стоянии, положение сегментов тела при ходьбе и т. п.)
Поза — характеристика любого животного, а осанка, являясь продуктом прямохождения, свойственна только человеку.

## Естественные позы человека

### Ортоградная поза
Синонимы:
- вертикальная поза;
- ортоградное положение тела;
- вертикальное положение тела человека.

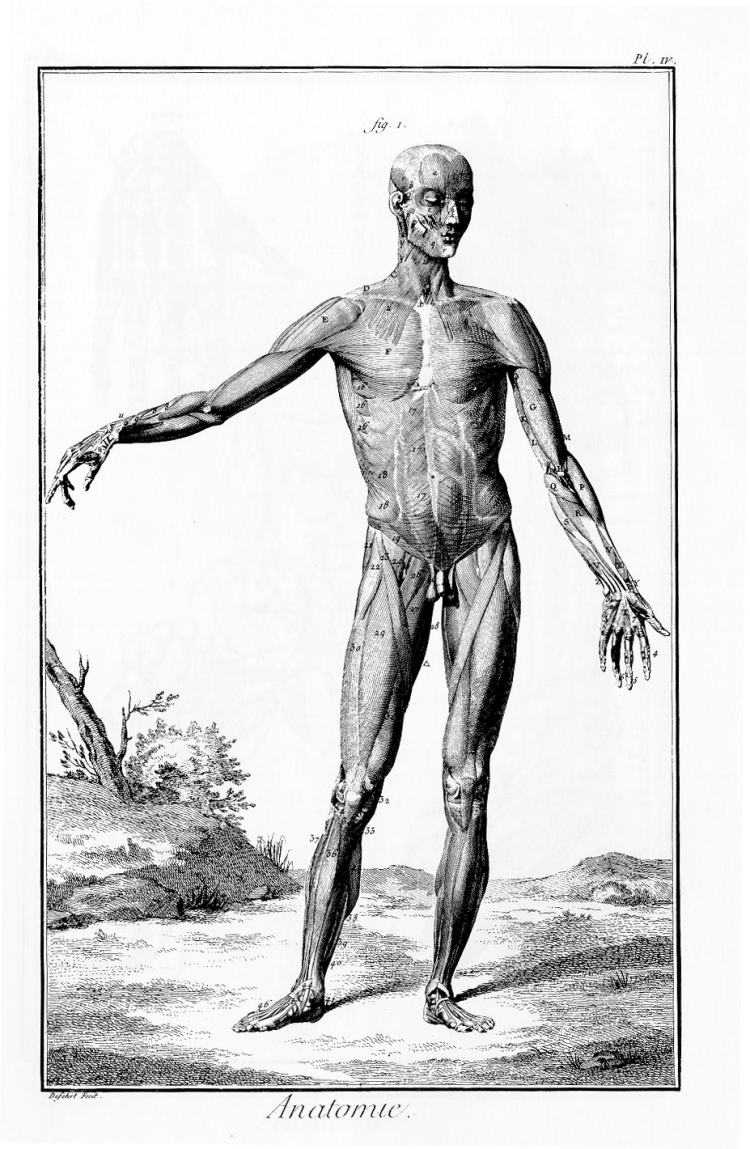

В процессе эволюции человека сформировалась одна из наиболее целесообразных и устойчивых динамических систем — функциональная система антигравитации. Человек с первых часов своего внутриутробного развития существует в условиях гравитационного поля Земли. Для постоянного противодействия гравитационному фактору и компенсации нежелательных сдвигов в организме осуществляются многообразные, оперативно подстраиваемые под текущую ситуацию вестибуло-моторные, вестибуло-висцеро-сосудистые и вестибуло-глазодвигательные реакции.
Удержание вертикальной позы, прямостояние и прямохождение — это одна из основных черт приспособленности человека к существованию в гравитационном поле Земли. Удержание вертикальной позы вбирает в себя особенности конституции человека, интегрирует его жизненный опыт и отчасти демонстрирует функциональные и патологические особенности конкретного индивида. Ортоградное положение тела характеризует такие двигательные действия человека, как стояние, ходьба, бег и прочие виды двигательной деятельности.
Ортоградная поза — наиболее изученное и изучаемое многими науками, такими как анатомия, биомеханика, физиология, медицина, постурология, физическая культура, положение человека. Ортоградная поза связана с важным биомеханическим параметром человека, именуемым «осанка».

#### Поза стоя
Синонимы:
- положение стоя;
- вертикальная стойка;
- основная стойка (в спорте и в постурологии).

Поза стоя — основная характеристика таких важных двигательных актов человека, как стояние и ходьба.

#### Поза сидя

Василий Перов. «Охотники на привале»

Поза для отдыха или для выполнения каких-либо действий с опорой на «пятую точку», на ягодицы или бёдра, при которой туловище сохраняет вертикальное положение (сидение).
Существует и более научное определение этой позы:

«Положение тела при котором вес тела переносится главным образом на седалищные бугры таза и подлежащие мягкие ткани»
Оригинальный текст (англ.) Sitting is a body position in which the weight of the body is transferred to a supporting area mainly by the ischial tuberosities of the pelvis and their surrounding soft tissue

Существует множество типов сидения:
- на стуле;
- на полу;
  - «поза портного»;
  - «поза лотоса» (в йоге);
  - «по-японски»(Сэйдза);
- на «корточках». «Поза на горшке» и тихие слова отца или матери ли кого-либо из взрослых побуждает ребёнка сразу же помочиться, после чего его укладывают, и ребёнок быстро опять заснет и будет спать до утра.

##### Поза сидя на стуле
Поза сидя характеризуется углом, образованным лучами, проведенными от нижней части грудины к плоскости лица и к сгибу коленного сустава. Этот угол называется углом наклона туловища.
В зависимости от угла наклона туловища, различают:
- нормальный угол наклона (при хорошей осанке);
- угол сутулости;
- угол компрессии (такая поза характеризует очень плохую осанку или очень плохую привычку сидеть «сложившись»).

Поза удобна, например, для офисной работы, но сама по себе является тяжёлым испытанием для скелета и внутренних органов человека.

##### Сутулая поза сидя
Сутулая поза сидя характеризуется максимальным сгибанием в поясничном и грудном отделах позвоночника, наклоном туловища вперёд.
Эта поза имеет целый ряд неблагоприятных биомеханических и физиологических последствий:
1. Сглаженный поясничный лордоз и наклоненный грудной и соответственно шейный сегменты тела приводят к перегрузке шейного и поясничного отделов позвоночника.
2. Если вес головы составляет в среднем 3 кг, то нагрузка на шейный отдел позвоночника возрастет многократно — до 18 кг.
3. Нагрузка на передний опорный комплекс позвоночника увеличивается при уменьшении поясничного лордоза При сутулой осанке без того высокая нагрузка возрастет со 150 % до 180 % веса тела.
4. При наклоне грудного сегмента вперед, уменьшается объём грудной полости, и мы наблюдаем сдавливание, как лёгких, так и органов брюшной полости. Сдавливаются гортань и сосуды шеи.
5. Ухудшается кровоток в органах малого таза.

Также сутулая поза вызывается у школьников при работе за слишком низким столом, так как стол и стул должны соответствовать его росту.

#### Проблемы здоровья, связанные с сидячей позой
Сидячую позу изучает наука эргономика (в России — гигиена труда). Игнорирование требований гигиены, нарушение техники безопасности сидячего труда приводит к ряду хронических заболеваний. Ведущим симптомом является сутулая осанка как результат привычной позы с «заваленной» спиной.
Плохая осанка, по классификации некоторых европейских стран, является профессиональным заболеванием офисных работников. К этой же категории можно отнести и водителей автомобилей, которые не оборудованы современными сидениями в соответствии с гигиеническими требованиями. Как известно, остеохондроз позвоночника, шейные и поясничные боли, простатит, геморрой — это проблемы не только бухгалтеров, программистов и экономистов, но и водителей-дальнобойщиков.

##### Кокцигодиния
Общий медицинский термин, обозначающий боль в крестце или в копчике. Кокцигодиния ограничивает комфортное сидение на стуле, приводит к вынужденной позе с перенесением опоры на одну из ягодиц.

### Горизонтальная поза

#### Поза лежа
Эта поза менее всего изучена по причине низкого интереса исследователей к этой форме двигательной активности. Положение лежа — самое экономное в энергетическом отношении. Используется при исследовании основного обмена (количества энергии, необходимого для поддержания нормальных функций организма при минимальных процессах обмена веществ). Если человек лежит в полном покое спустя по меньшей мере 12 час после приёма пищи, то используемая в каждый данный момент энергия расходуется на работу сердца, дыхательные движения и на поддержание температуры тела.
Различают следующие позы:
- лёжа на спине
- лёжа на животе
- лёжа на боку
- эмбриональная поза

а также спортивные стойки:
- упор лежа
- упор лежа прогнувшись
- лёжа на боку
- упор лёжа на лопатках

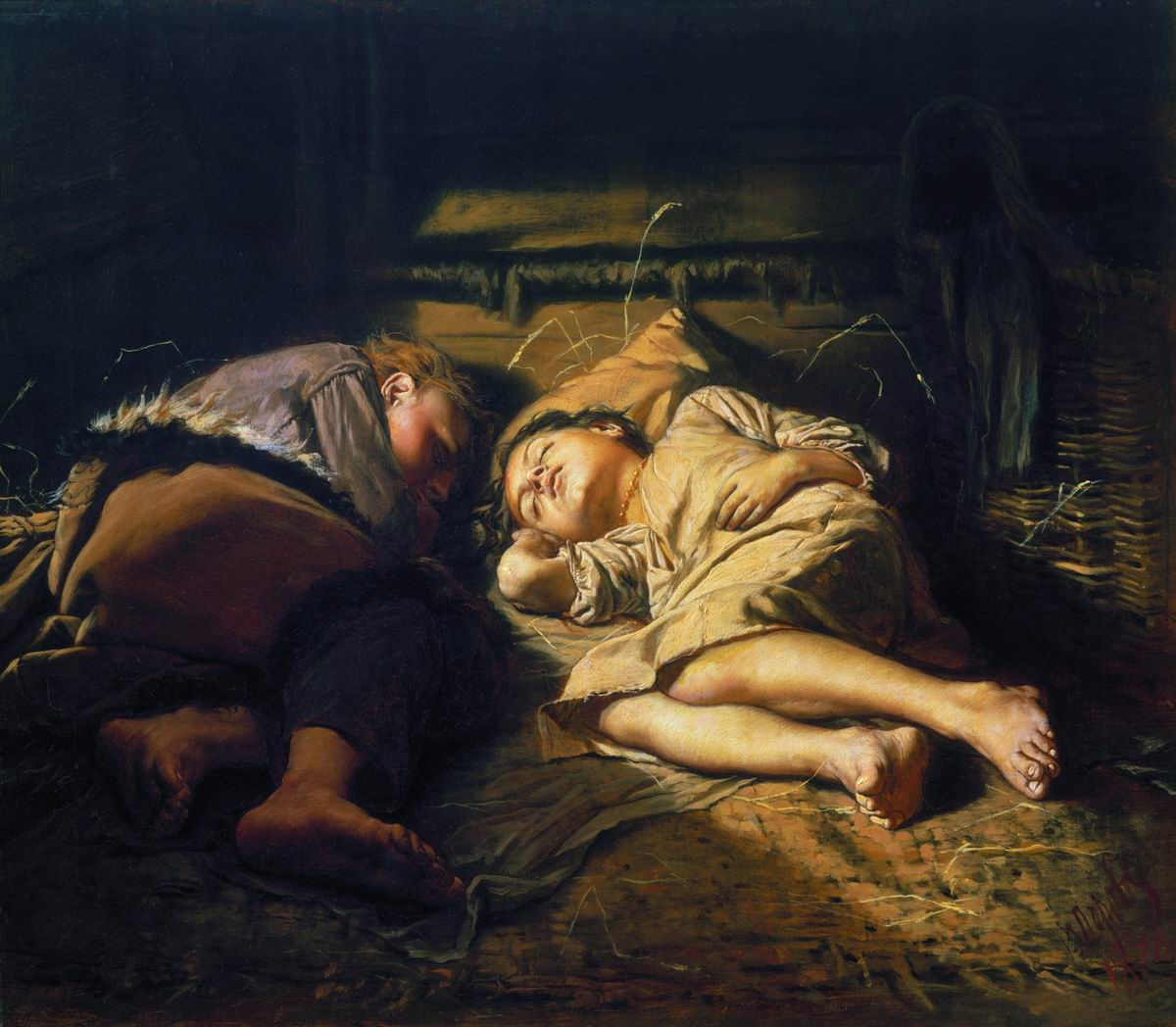
В. Перов Спящие дети

- эмбриональная поза (поза спящего) — голова приведена к груди, руки согнуты в локтевых суставах и прижаты к туловищу, кисти сжаты в кулаки, ноги согнуты в тазобедренных и коленных суставах. Эта поза обусловлена преобладанием тонуса мышц-сгибателей. Суставы конечностей находятся в физиологическом положении, то есть в том положении, при котором обеспечивается максимальный покой и разгрузка суставных поверхностей. Такое положение, как правило, положение легкого сгибания суставов в англоязычной литературе называют положением отдыха (rest position). Гиперактивный ребёнок может спать в неправильной позе: «свернувшись калачиком». При этом с него спадает одеяло. В этом случае нужно положить ребёнка в правильную позу и накрыть.

## Патологическая поза

Поза, обусловленная нарушением тонуса мышц, характерная для ДЦП

Поза, обусловленная контрактурой тазобедренного сустава при коксартрозе

Патологическая поза — характерная поза в результате нарушения функции мышц и суставов в результате заболеваний нервной системы и опорно-двигательного аппарата. Например, поза при детском церебральном параличе (ДЦП), поза в результате контрактуры тазобедренного сустава при коксартрозе, сгибательная поза при анкилозирующем спондилите, поза при кривошеи. Некоторые патологические позы имеют образные названия: «поза легавой собаки» (менингитическая) — поза, характерная для острого периода менингита, при которой больной лежит на боку с согнутыми и приведенными к животу ногами; поза лягушки — поза, характерная для спинальной наследственной амиотрофии, при которой руки согнуты в локтевых, а ноги в коленных суставах, плечи приведены к туловищу, бедра отведены.

## Поза и психоэмоциональное состояние человека
Известны позы радости, открытости, спокойствия, печали, смущения и пр., отражающие внутреннее состояние человека.
Эмоции человека и его тело неразрывно связаны, и изменения одного, влечёт за собой изменение другого. Эмоции изменяют мышечное напряжение. Изменение положение тела способно изменить эмоциональное состояние.

Пассивно-оборонительная поза

Английский исследователь, Чарльз Дарвин в своей книге (1872) «Эмоции людей и животных» доказательно утверждает: «Определенные движения и позы (иногда в значительной степени) способны вызывать соответствующие эмоциию …Примите печальную позу, и через некоторое время вы будете грустить… Эмоции побуждают к движению, но и движения вызывают эмоции». Например, в ответ на отрицательные эмоции или при усталости человек рефлекторно, как результат врожденного поведенческого инстинкта, принимает так называемую пассивно-оборонительную позу.
Пассивно-оборонительная поза характеризуется приподнятыми и сведёнными вперёд плечами, опущенной и выдвинутой вперед головой, сутулой спиной. При частом повторении такая поза может стать и часто становится привычной, закреплённой в двигательном стереотипе осанки.
Особо следует отметить первичные позиционные нарушения в подростковом возрасте. Так, юноши и девушки, под влиянием различных психоэмоциональных комплексов, деформируют осанку — выдвигают оба плеча вперед и «горбятся». В итоге запускается циклическая перестройка мышечных групп и формируется патологическая осанка. Плохая осанка, в свою очередь способствует закреплению психоэмоцинальных нарушений и формированию неврозов.
Многие заболевания психоэмоциональной сферы (неврозы) связывают с нарушением осанки. Синдром хронической усталости — наиболее распространённое заболевание современного человека (его называют также неврастения, вегетососудистая дистония). Наиболее общий признак неврастении — ощущение постоянной усталости, головные боли, головокружение, учащённое сердцебиение и т. д. Люди, страдающие неврозом всегда «зажаты», для них характерны неравномерное напряжение мышц и плохая осанка. Человек способен сознательно корректировать привычную позу и выработанную годами манеру двигаться, и тем самым освободится от имеющихся проблем. На этом, например, основана методика Фредерика Александера и другие методы психосоматической коррекции, которые помогают эффективно расслабить мышцы, снять излишнее напряжение.

## Рабочая поза

рабочее место для работы с компьютером

Рабочая поза — взаимное расположение частей тела при выполнении трудовой операции изучается наукой эргономикой (гигиеной труда).
Рабочие позы подразделяют на свободные, неудобные, вынужденные и фиксированные.
- К свободным позам относят удобные позы сидя, которые дают возможность изменения рабочего положения тела или его частей (откинуться на спинку стула, изменить положение ног, рук).
- К неудобным рабочим позам относятся позы с большим наклоном или поворотом туловища, с поднятыми выше уровня плеч руками, с неудобным размещением нижних конечностей.
- К вынужденным позам относятся рабочие позы лежа, на коленях, на корточках и т. д.
- Фиксированная рабочая поза — невозможность изменения взаимного положения различных частей тела относительно друг друга. Подобные позы встречаются при выполнении работ, связанных с необходимостью в процессе деятельности различать мелкие объекты. Наиболее жёстко фиксированы рабочие позы у представителей тех профессий, которым приходится выполнять свои основные производственные операции с использованием оптических увеличительных приборов — луп и микроскопов[10].

В настоящее время всё большее внимание уделяют эргономике поз офисного труда и школьного обучения.
Выполняя школьные задания, дети, как правило, вынуждены длительное время сохранять рабочие позы, которые часто не соответствуют нормальной физиологии. После начала занятий в школе для ребёнка количество времени, проводимого в сидячей позиции, значительно увеличивается, и школьная парта становится важным фактором окружения. Принято считать, что готовить уроки удобнее всего сидя за столом.

## Поза и положение тела в спорте
В спорте и физической культуре различают понятия «поза тела» и «положение тела».
- Поза тела определяется взаимным расположением его биозвеньев относительно друг друга в соматической системе отсчёта.
- Положения тела определяют по взаимному расположению линии отсчёта, проведенной на теле (линия, соединяющая проекции головок плечевой и тазобедренной костей), и осей системы прямоугольных координат в инерциальной системе отсчёта, то есть по отношению к линии горизонта.

### Гимнастика

#### Гимнастические упражнения
При выполнении гимнастических упражнений различают позы: прогнувшись; согнувшись; в группировке; широкая стойка ноги врозь; выпад с наклоном; основная стойка руки в стороны, вперед, на пояс и др.
Положения тела разделяют на вертикальные: стойки (основная, на лопатках, на голове и руках), висы и упоры; горизонтальные (лежа на животе, на спине, горизонтальные равновесия); наклонные (упор лежа сзади, наклонный выпад и др.).

Исходные положения в шведской гимнастике

Основная стойка: 4 точки в единой плоскости: затылок, лопатки, ягодицы и пятки, кисти рук вытянуты, подбородок опущен, голова назад

Некоторые физические упражнения исполняются без изменения положения тела и позы при произвольном сохранении неподвижного состояния тела в соматической системе отсчёта (стойка в прямолинейном движении при спусках на лыжах, равновесия, положение тела при спрыгивании с высоты и др.).
При исполнении большинства физических упражнений положение тела и позы непрерывно изменяются. При этом могут изменяться только положения при сохранении заданной позы (прямое тело при махе назад на перекладине, сохранение группировки при исполнении серии акробатических кувырков и др.); изменяется только поза при сохранении положения (приседание и вставание, ходьба, равномерный бег по прямой и др.); изменяются и положения и позы (исполнение длинного кувырка; прыжок в высоту способами, перекидной; подъём разгибом на брусьях; стартовый разгон и др.).
В каждом упражнении различают три фазы:
- исходное положение, из которого лучше всего производить упражнение; оно фиксирует (изолирует) ту часть тела, которая не должна в данный момент участвовать в движении,
- фаза движения,
- конечное положение, чаще всего аналогичное с исходным[14].

Исходное положение (ИП) — поза, наиболее удобная для выполнения физического упражнения или иного двигательного действия. Чаще всего в физической культуре ИП является основная стойка, но перед выполнением некоторых упражнений необходимо принять другие ИП: стоя на коленях, полуприсед, упор присев, упор лёжа, лёжа на животе, боку или спине, в висе и т. д.
Основная стойка — положение, при котором ноги выпрямлены в суставах, туловище выпрямлено, голова держится ровно, прямо, взгляд направлен вперёд, руки свободно свисают по сторонам. Обычное положение стоп — «пятки вместе, носки врозь». Например, Д. Крадман (1928), так описывал основную стойку в шведской гимнастике: «4 точки в единой плоскости: затылок, лопатки, ягодицы и пятки, кисти рук вытянуты, подбородок опущен, голова назад».

#### Спортивная гимнастика
Вольные упражнения мужчины выполняют из основной стойки. Женщины выполняют их из положения ноги на ширине плеч, руки опущены. Опорный прыжок выполняется из основной стойки

#### Художественная гимнастика
Спортсменки выполняют упражнения из той же позы, что и вольные упражнения. При этом они занимаются с разными предметами, которые держат в соответствующем положении.

#### Гимнастика ушу-таолу
В гимнастике ушу-таолу спортсмены занимают такую же позу, как и в вольных упражнениях. При выполнении упражнений спортсмен может принимать боевую стойку.

#### Фигурное катание
В фигурном катании мужчины и женщины занимают обычную позу: левый конек прямо, правым коньком на носок, нога согнута. Пары принимают соответствующую позу в зависимости от дисциплины: в парном катании спортсмены занимают либо такое положение, как и в одиночном катании, либо партнёры держат друг друга за руки или туловище, в танцах партнёр может удерживать партнёршу в горизонтальной позе. При выполнении вращений и дорожек шагов поза разна; при дорожке шагов левая нога чуть полусогнута, правая прямая. Вращение перед окончанием программы выполняется в приседании, после чего фигурист медленно поднимается.

### Атлетика

#### Лёгкая атлетика
Бег на короткие и средние дистанции начинается со стартовых колодок. По команде "на старт! " спортсмен занимает соответствующую позу; руками опирается на стартовые колодки, ноги согнуты в колени. После команды "внимание! " спортсмен резко поднимает туловище назад. После стартового сигнала (выстрел или команда "марш! ") бегун отталкивается от колодок и энергично взмахивает руками. В спортивной ходьбе спортсмен должен следить, чтобы не было полёта, прыжка, как в беге (в противном случае спортсмен наказывается предупреждением или дисквалификацией). В прыжках в длину и в тройном прыжке различают три позы: «сгибом», «ножницами» и «скорчившись». В высоту прыгают из основной стойки. Точно в такой позе выполняются и прыжки с шестом, при этом руки поднимаются к плечам, придерживая шест в таком положении, чтобы легко отталкиваться при разбеге. Дискобол и метатель молота становятся в положение левая нога прямая, правая полусогнута. Копьеметатель метает снаряд из основной стойки; левая рука опущена, правая с копьем поднята вверх. Во время метания спортсмен, разбежавшись, слегка сгибает правую ногу вперед и резкими движениями бросает копье. В толкании ядра поза такая же, как в тяжелой атлетике.

#### Силовые виды спорта. Позы для работы с весом

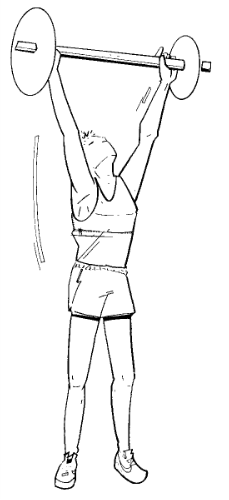
Фиксация подъёма штанги

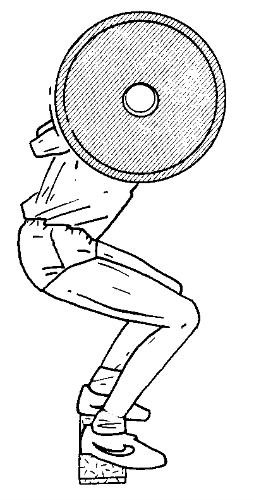
Приседание со штангой на спине в пауэрлифтинге

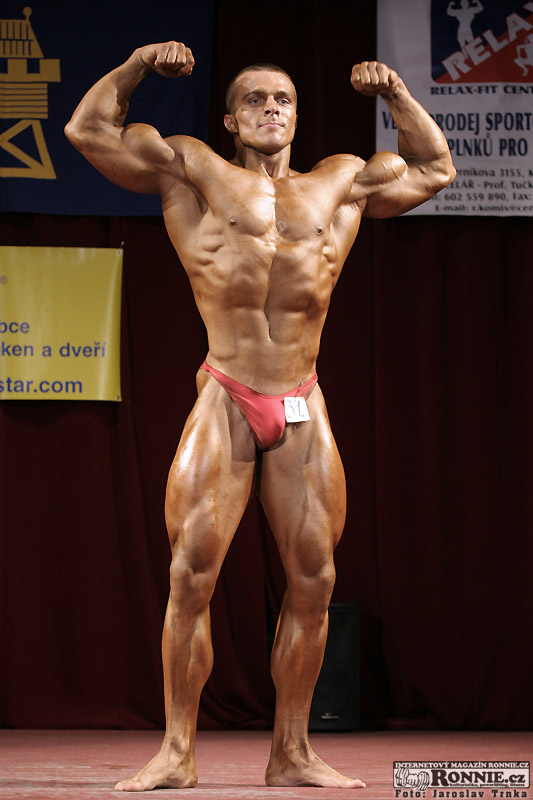

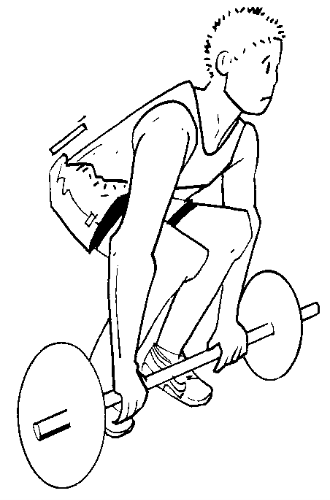
Становая тяга

Поза в силовых видах спорта, к которым относится: тяжёлая атлетика (штанга), бодибилдинг (силовая гимнастика), гиревой спорт, пауэрлифтинг, отражает их внутреннее содержание.
Тяжёлая атлетика — состязание в поднятии тяжестей (штанги) при выполнении определённых стандартизированных упражнений: рывок, толчок и жим. Поза в тяжёлой атлетике ассоциируется прежде всего с фиксацией подъёма штанги, обусловленное правилами соревнований неподвижное положение атлета со штангой над головой на выпрямленных руках, ноги и туловище прямые, ступни ног на одной линии, параллельной грифу.
Гиревой спорт — это, прежде всего, массовый вид спорта, спорт без возрастных и функциональных ограничений, спорт сильных людей.
Силовое троеборье (пауэрлифтинг) включает 3 упражнения: приседание со штангой на спине, жим лёжа на горизонтальной скамье, тяга становая.
Фиксируются следующие положения:
- неподвижное положение атлета со штангой над грудью на выпрямленных руках (в жиме штанги лёжа);
- со штангой на плечах, ноги и туловище прямые, ступни ног на одной линии, параллельной грифу (в приседании со штангой);
- со штангой в опущенных вниз руках, ноги и туловище прямые, ступни ног на одной линии, параллельной грифу, плечи опущены и отведены назад (в становой тяге).

Бодибилдинг — это, в первую очередь, скульптурная красота тела. На соревнованиях по бодибилдингу атлеты демонстрируют, используя эффектные позы, рельеф мышц, правильные пропорции тела.
Выполнение упражнений, связанных с подъёмом тяжестей, травмоопасны. Наибольшую опасность представляет подъём тяжести в позе с наклоном туловища вперёд (при становой тяге). Это положение тела связано с возможной перегрузкой поясничного отдела позвоночника и высоким риском травмы позвоночника при ошибках в технике тяги. Чем сильнее наклон вперед, тем меньше нагрузка на ноги, и тем больше на спину.
Типичные ошибки при выполнении становой тяги:
- наклон головы вперед при осуществлении тяги — наклон головы вперед расслабляет мышцы спины и приводит её к округлению;
- округление спины в начальной или конечной фазе тяги — при округлённой спине в любой фазе выполнения тяги, приводит к тому, что вся нагрузка ложится на поясницу[16].

Биомеханика позы с наклоном туловища вперёд
Наклон туловища вперёд всегда связан с избыточными нагрузками на грудной и в большей степени, на поясничный отдел позвоночника. Этой нагрузке противодействуют кости и связки заднего опорного комплекса позвоночника, а также эластичное сопротивление сжимаемых и смещаемых структур межпозвонкового диска — переднего опорного комплекса. Если в положении вертикальной стойки вес тела равномерно распределяется на задний и на передний опорный комплекс, то при наклоне туловища вперёд возможны два варианта положения тела:
1. со сгибанием позвоночника (В этом случае вес тела распределяется на передний опорный комплекс).
2. в положении полного разгибания и поясничного и грудного отделов позвоночника, наклон туловища при этом осуществляется за счёт тазобедренных суставов (В этом случае нагружается в большей степени более прочный задний опорный комплекс).

Сгибание шейного отдела позвоночника (наклон головы вперёд) за счёт шейного позно-тонического рефлекса облегчает сгибание в нижележажих отделах позвоночника, а разгибание (положение головы прямо) делает сгибание позвоночника невозможным. Собственно этот феномен и используют пауэрлифтеры и тяжелоатлеты при выполнении становой тяги с целью исключения перегрузки поясничного сегмента.

### Водные виды спорта

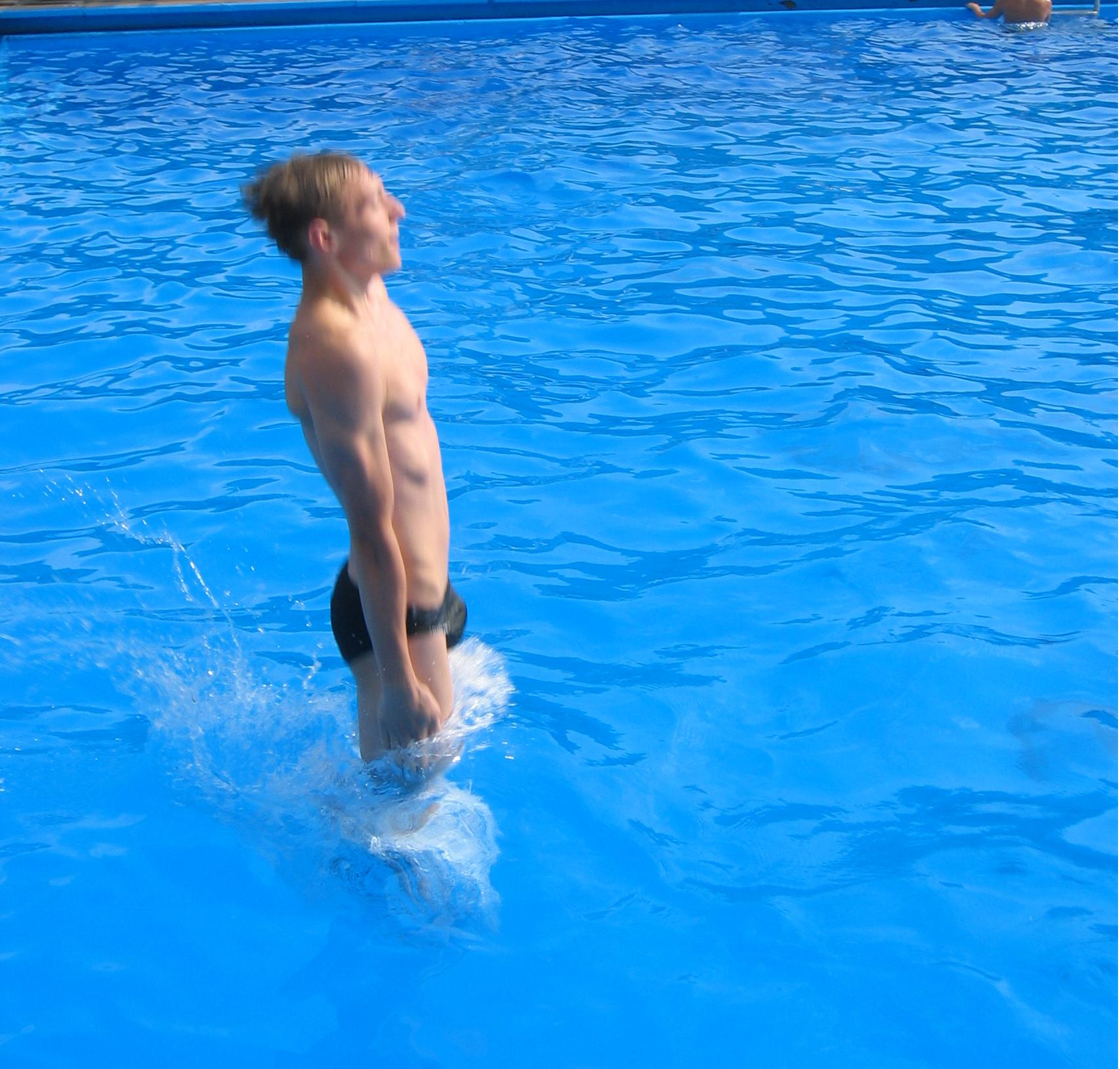
Прыжок в воду. Вертикальный вход в воду ногами

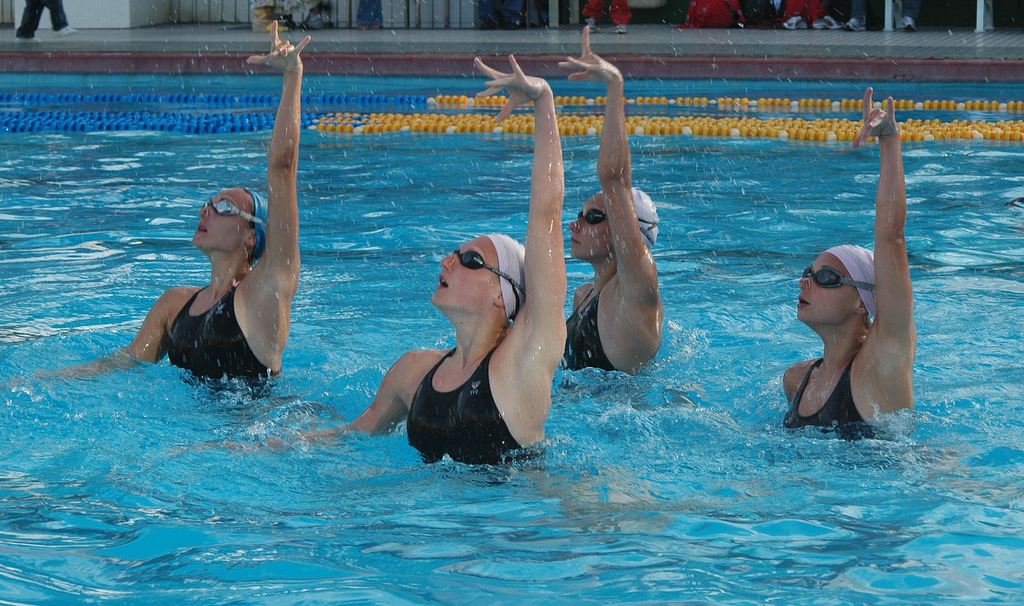

В спортивном плавании фиксируют исходное положение для старта или для прыжка в воду, а в прыжках в воду и позу вхождения в воду. В прыжках в воду различают позу исходного положения (прыжки из передней и задней стоек, со стойки на руках) и позу вертикального входа в воду (головой или ногами).

### Гоночные дисциплины
Лыжник и биатлонист при старте занимают соответствующую позу в зависимости от стиля. При гонке классическим стилем старт принимается из основной стойки. Биатлонисты в основном передвигаются свободным стилем, при этом способе передвижения ноги с лыжами ставятся врозь, носки оттянуты, руки с палками также немного оттянуты. В спринтерской гонке лыжники стартуют также, как и бегуны. На финише спортсмен после пересечения с финишной чертой разворачивает ноги в стороны так, чтобы не задеть палки. Стрельба в биатлоне производится из положения лежа и стоя. При стрельбе из положения лежа спортсмен ложится на специальный коврик на живот, винтовку держит на вытянутых руках, чтобы удобнее было стрелять. При стрельбе стоя правая нога ставится вперед, левая сзади чуть приподнята на носок. Винтовку спортсмен держит на вытянутых руках ближе к правому плечу.

### Стрелковые виды спорта
В стрелковых видах спорта спортсмены занимают такую же позу, что и биатлонисты. Лучники при стрельбе делают выпад вперед, чтобы удобнее было натягивать тетиву, при этом стрела находится в соответствующем положении. В стендовой стрельбе голова спортсмена приподнята так, чтобы удобнее стрелять по летающем тарелочкам.

### Командные виды спорта
В футболе перед началом матча команды принимают основную стойку. При выполнении пенальти футболист выполняет из основной стойки мах правой ногой назад, затем этой же ногой ударяет по мячу. Баскетболист выполняет бросок также из основной стойки, руки с мячом вперед. В момент броска руки слегка опираются о корзину. В волейболе при подаче ноги вытянуты врозь, левая рука вытянута вперед, мяч на ладони, согнутой правой рукой подающий бьет по мячу открытой ладонью. При блокировке спортсмены руки вытягивают руки вперед вверх, стоя при этом ближе к сетке. Хоккеисты перемещаются по льду слегка наклонившись вперед, чтобы лучше видеть шайбу.

### Единоборства
Поза в единоборствах различима.

#### Бокс
Боксёры при выходе на ринг принимают основную стойку (один спортсмен находится в красном углу, другой в синем). Перед началом боя спортсмены принимают боевую стойку. Если спортсмен при бое до счета «девять» примет стойку, то поединок продолжается. Если он не может этого сделать, то судья говорит «десять», и бой считается законченным нокаутом.

#### Борьба
Борцы принимают положение левая нога сзади, правая спереди, затем начав поединок, меняют положение ног. Затем выпрямляют ноги.

#### Восточные единоборства
В восточных единоборствах такая же поза, как в ушу. При выполнении удара спортсмен одну ногу слегка сгибает, а другой наносит удар сопернику.

## Поза в сексе
Разнообразные позиции для совокупления описаны во многих источниках различных культур, начиная с древних времён и до наших дней. Все гетеросексуальные позиции могут быть условно объединены в несколько больших групп: мужчина сверху, женщина сверху, мужчина сзади, крестообразные позиции, боковые позиции, позиции сидя и стоя, а также смешанные позиции, например позиция «лодочка», и атлетические позиции, требующие дополнительной ловкости и отчасти специальной физической подготовки.

## Поза в искусстве

### Позы в изобразительном искусстве
Человек является главной и основной темой изобразительного искусства.
Создание обобщённого образа совершенного человека, прекрасного физически и духовно характерно для искусства Высокого Возрождения.
Художником, впервые поднявшим образ человека на такую высоту, был Леонардо да Винчи. В его творчестве сочетается пытливый аналитический дух раннего Возрождения с его всеобъемлющими интересами и мощное стремление к синтезу, упорядочению и норме свойственное XVI столетию. Все привлекает внимание Леонардо, но главным объектом изучения и главной целью всех стараний живописца является человек. С величайшей тщательностью исследует он внутреннее строение человека, его пропорции и жизненные функции, стремясь на основе этого анализа установить некие объективные закономерности и дать общие правила для художников. Не довольствуясь отображением одного внешнего облика, Леонардо с живым интересом вглядывается в человеческие лица, стараясь найти связь между переживаниями человека и их внешними проявлениями, стремясь через богатство жестов и игру физиономии передать внутреннее духовное состояние.

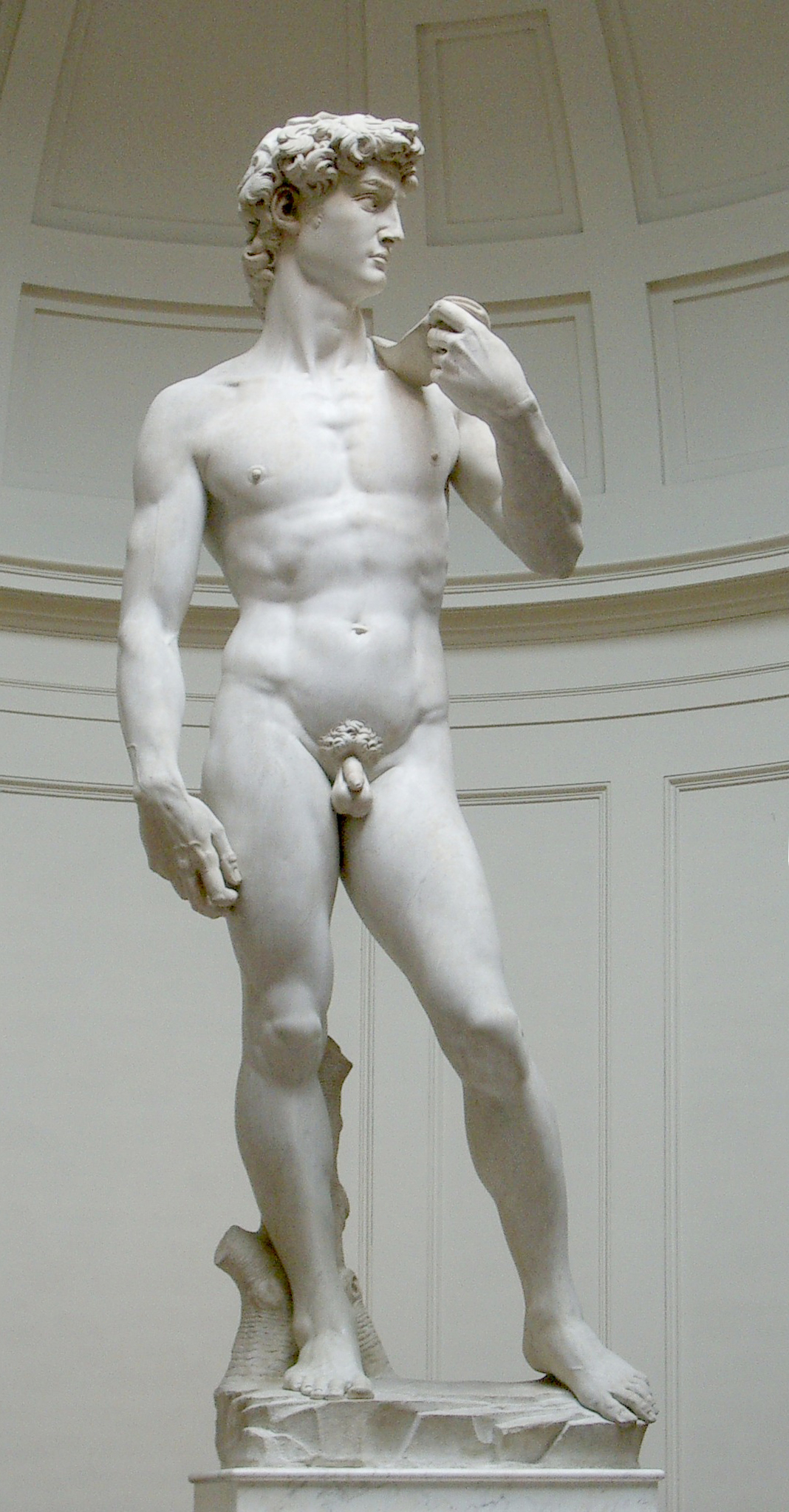
Микеланджело. Статуя Давида, 1500—1504. Эталон естественной позы

Другой известный мастер той эпохи Микеланджело также создаёт образ совершенного человека. Его «Давид» полон внутренней динамики, экспрессии, энергии и реализма.
Естественная величавая красота ренессансных фигур, без излишней манерности жестов и поз, четкость пропорций и форм человеческого тела делает эти произведения искусств эталоном положения тела для физиологов и биомехаников. Так, скульптура Микеланджело является обычной иллюстрацией естественной позы и осанки.
Естественная поза (осанка) — поза с преимущественным нагружением одной ноги — так называемая поза скульптурного изображения. Опорная и не опорная нога меняются через короткий промежуток времени, вследствие чего усталость наступает не так быстро.
При изображении человека, мастера эпохи Возрождения применяли различные технические приёмы, главным из которых является контрапост, введённый ещё в IV в. до н. э. древнегреческим скульптором Праксителем.
Контрапост — приём в изобразительном искусстве, при котором положение одной части тела контрастно противопоставлено положению другой части. Контрапост позволяет передать движение или напряжение фигуры, не нарушая впечатления её равновесия, придаёт дополнительный объём изображению, динамизирует ритм фигуры.
Естественная поза противопоставляется анатомическому (антропометрическому) положению тела — стандартной позе, применяемой для исследования (её также называют поза Форестье): в вертикальном положении вес тела равномерно распределен на правую и левую ногу. При правильной осанке мы видим симметричное расположение головы и туловища, ноги выпрямлены, плечи расслаблены, лопатки прижаты к туловищу, грудная клетка симметрична.

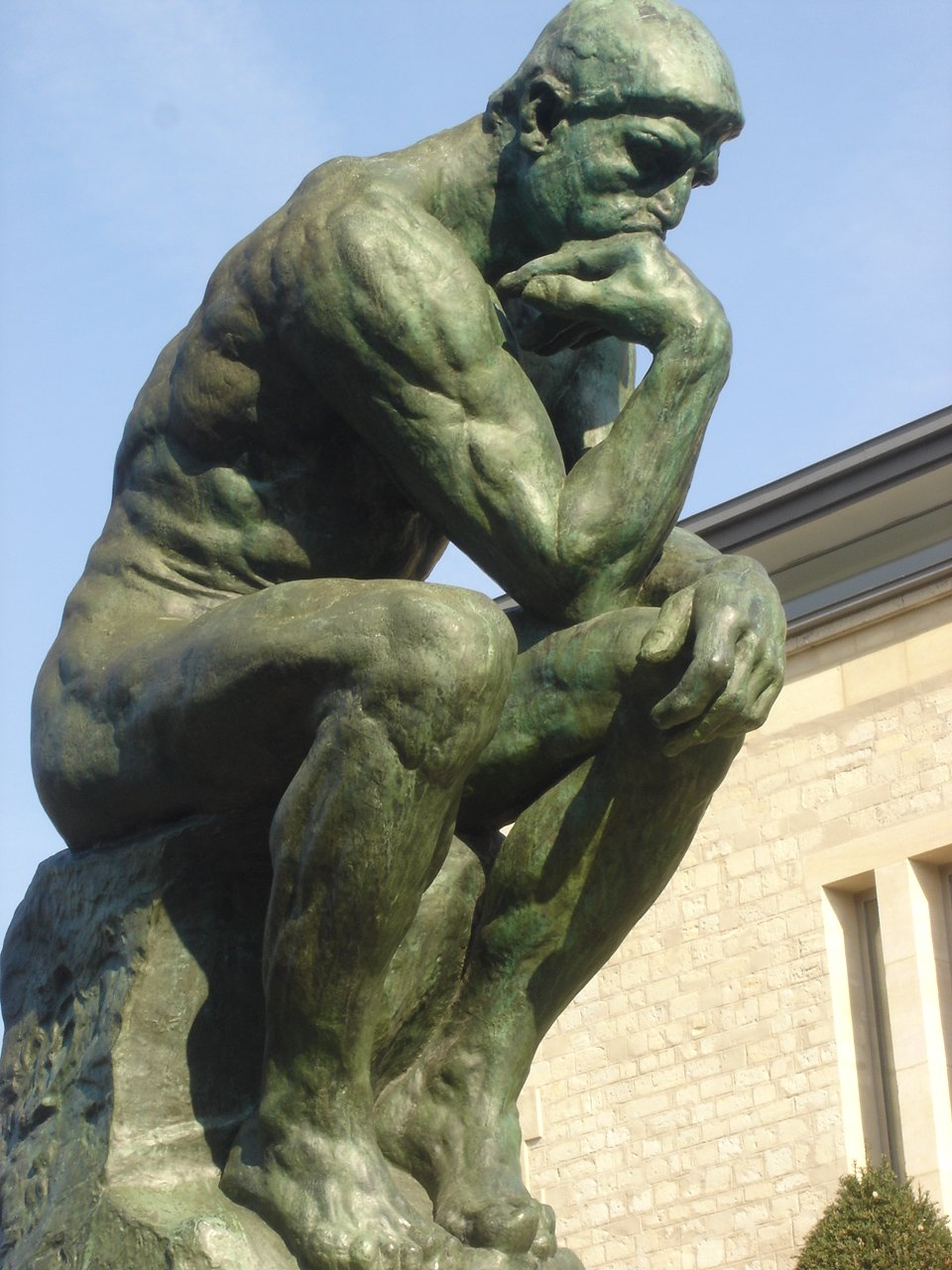
Франсуа Роден. Мыслитель, 1880—1882

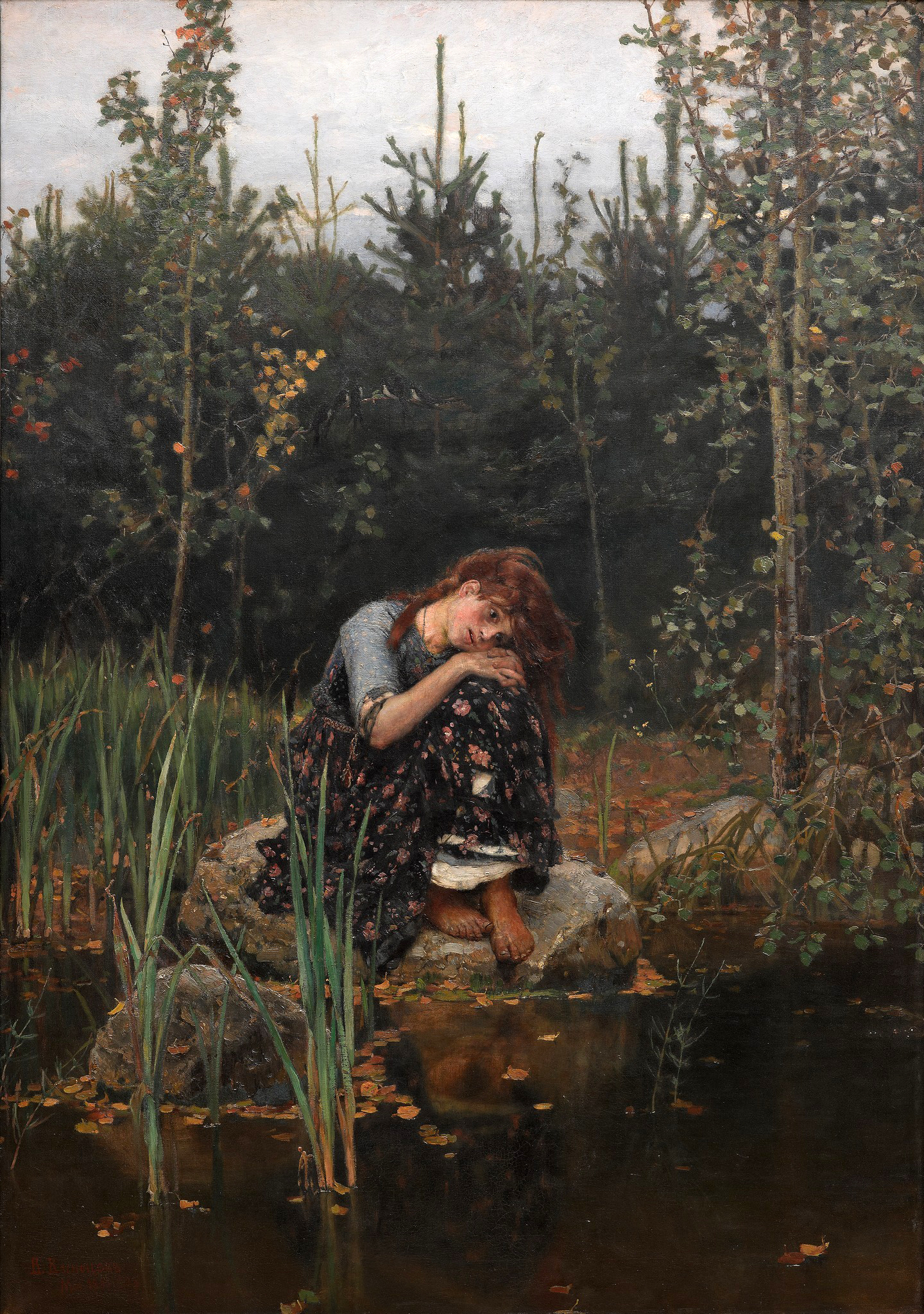
Виктор Васнецов. Алёнушка, 1880—1881

В дальнейшем, значение позы в изобразительном искусстве возросло. Поза передаёт уже не только гармонию человека, его телесную и духовную красоту, но также и его внутреннее состояние, стремления, мечты. Таков знаменитый «Мыслитель» Франсуа Родена, по замыслу художника изображающий Данте у врат Ада, сочиняющего свою «Божественную комедию». Скульптура стала одной из самых узнаваемых в массовом сознании, символом силы человеческого разума, выражение «поза мыслителя» стало нарицательным.
В том же 1880 году, русский живописец Виктор Васнецов начал работу над картиной «Алёнушка», названной впоследствии известным критиком  И. Э. Грабарем одной из лучшей картин русской школы. В позе Алёнушки, в её согбенной фигурке, вызывающей безмерную жалость, в трогательной худобе и девической нескладности всего её облика Васнецов выразил то, о чём на протяжении веков слагались множество русских песен и сказок.

### Позы классического танца

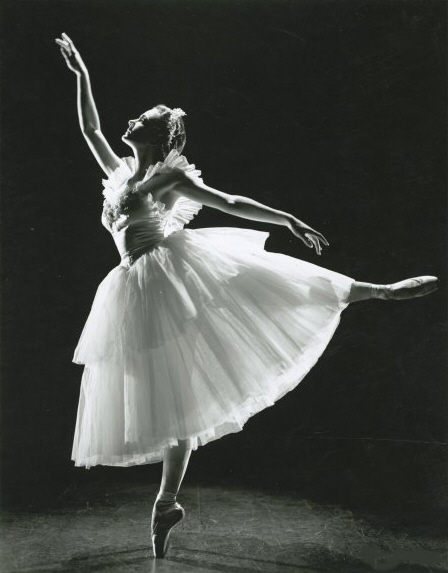
Балерина в позе I arabesque на пальцах

Балет часто называют искусством поз. Как в уроке классического танца, так и во время сценического выступления, танцовщики принимают различные позы, чередуя их друг с другом и с другими элементами — прыжками, вращениями и различными танцевальными pas (па).
Под позой в классическом танце понимают остановку в движении, во время которой тело танцовщика находится в положении равновесия на одной (опорной) ноге, в то время как другая (работающая) отведена вперёд, в сторону или назад на носок в пол или на воздух, а также фиксацию подобного положения рук и ног в максимальной точке прыжка или в поддержке.
Классический балет, возникший в Европе в XV—XVI веках как придворно-аристократическое искусство, появился вследствие театрализации бытовых танцев, исполняемых на балах и празднествах, представлявших собой поочередное выполнение фигур и смену поз участниками под музыку. С развитием классического танца многие движения усложнялись и видоизменялись, однако поза, как фиксация гармоничного положения тела, осталась одним из основных элементов балетного искусства.
К основным позам классического танца относятся:
- I, II, III, IV арабеск*
- аттитюд*
- à la seconde [position][* 1] и [à la seconde] écartée[* 2]
- à la quatrième [position]: en avant[* 3]* и en arrière[* 4]*

(*) Эти позы делятся на croisée и effacée, а также могут выполняться en face
Основные позы могут подразделяться на малые (работающая нога находится на полу), средние (работающая нога поднята над полом) и большие (работающая нога поднята высоко в воздух).

### Пантомима

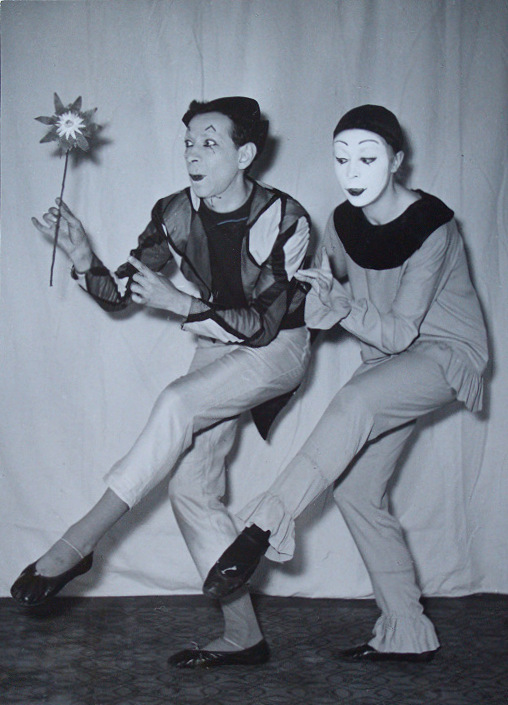
Классическая французская пантомима

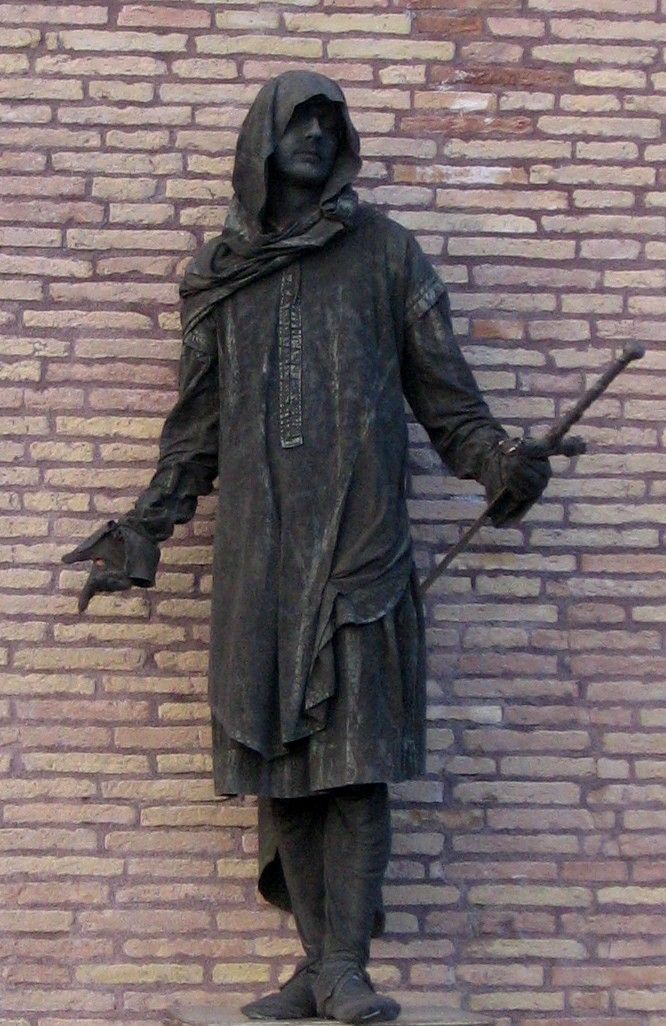
Мим на улице в Риме

Пантомима, как отдельный жанр искусства с присущими только ему атрибутами (табу на речь персонажей; лица актёров, выкрашенные белой краской; определённый гардероб), появилась в Париже в начале XIX века и с тех пор является традиционным европейским народным театральным жанром.
Позы актёров в пантомиме являются ключевым элементом представления. Актёр с помощью поз может передавать состояние своего героя, взаимодействовать с окружающим героя пространством, в том числе, с воображаемыми, «невидимыми» партнёрами и предметами. Также в коротких шуточных сценках, актёры сами могут изображать различные предметы, хорошо знакомые зрителю (чайник, утюг, радиоприёмник, бутылка шампанского и т. п.).
Существует ряд игр, в которых участники поочерёдно отгадывают задуманные предметы, изображая их с помощью поз и действий.
В современной пантомиме существует несколько направлений, часто актёры стремятся уйти от классического образа клоуна-мима, внося изменения в свой артистический образ.

### Кинематограф

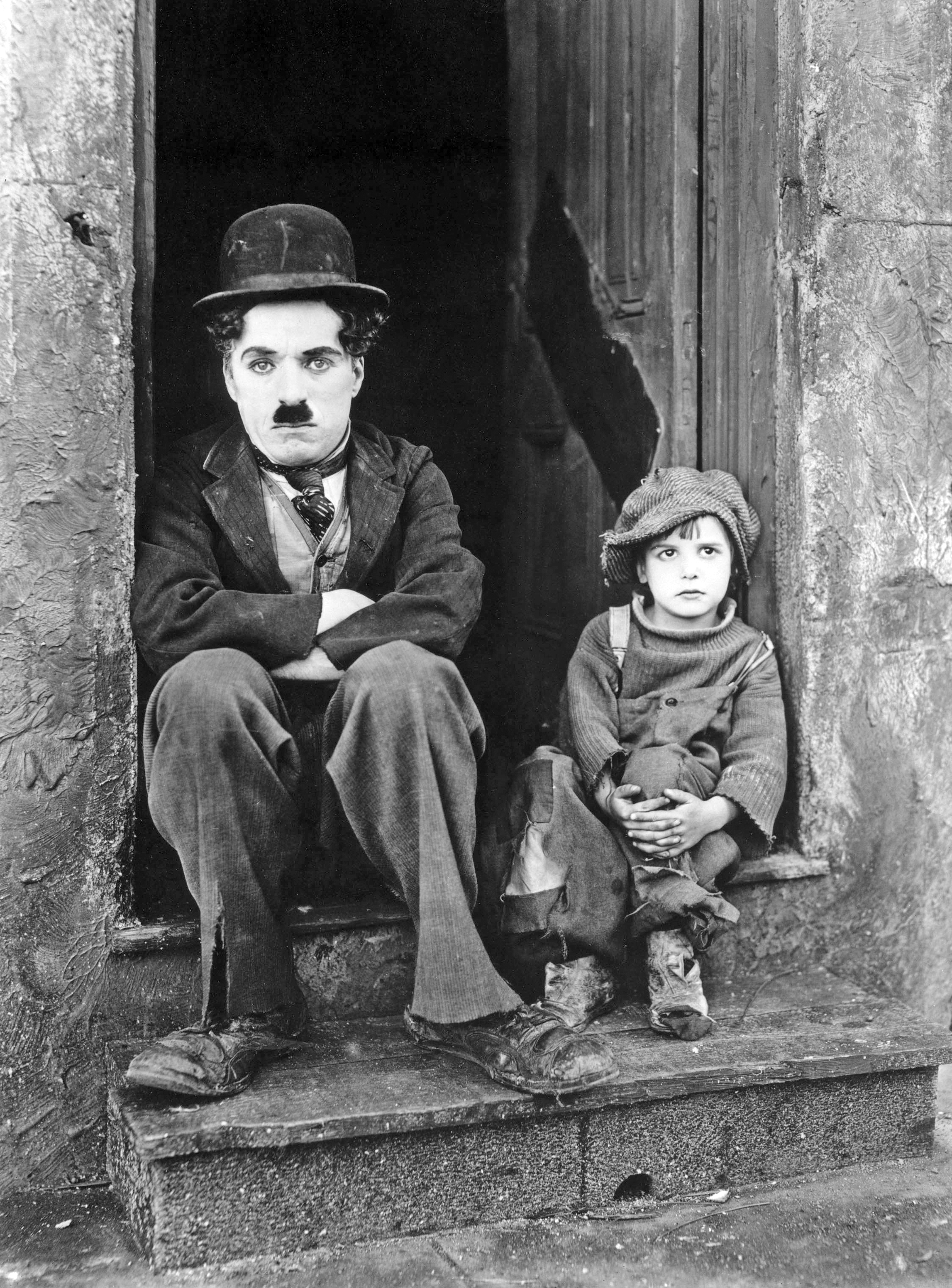
Чарли Чаплин и Джеки Куган в фильме «Малыш»(1921)

Значение поз, принимаемых актёрами, было крайне велико для эры немого кино. В условиях отсутствия звука, поза была одним из немногих выразительных средств, особенно до начала использования крупных планов, вместе с которыми в кино пришла мимика. Для восполнения скудности выразительных средств использовались следующие приёмы:
- выразительные позы и жесты актёров,
- мимика актёров,
- яркий контрастный (обычно белый) грим, подчёркивавший мимику, эмоции на лице персонажа,
- титры, передающие общий смысл диалогов,
- музыка, исполняемая тапёром во время показа фильма и передающая настрой той или иной сцены.

Также иногда применялось раскрашивание и тонирование киноплёнки или её фрагментов.
Среди всех этих выразительных средств, поза — важнейшее для того времени. Посредством гиперболизированных, порой вычурных поз зрителю передавались переживания героя, страсти, обуревавшие его. Так, трагические или просто печальные события могли сопровождаться падением героя на колени, картинным заламыванием рук, воздеванием их к небу. Радостные события, наоборот, заставляли героев обниматься, пускаться в пляс и т. д. В этом смысле немое кино было близко к искусству пантомимы. Технику мимов использовали, в частности, комедиографы и комики немого кино: Чарли Чаплин, Бастер Китон, Гарольд Ллойд и другие.

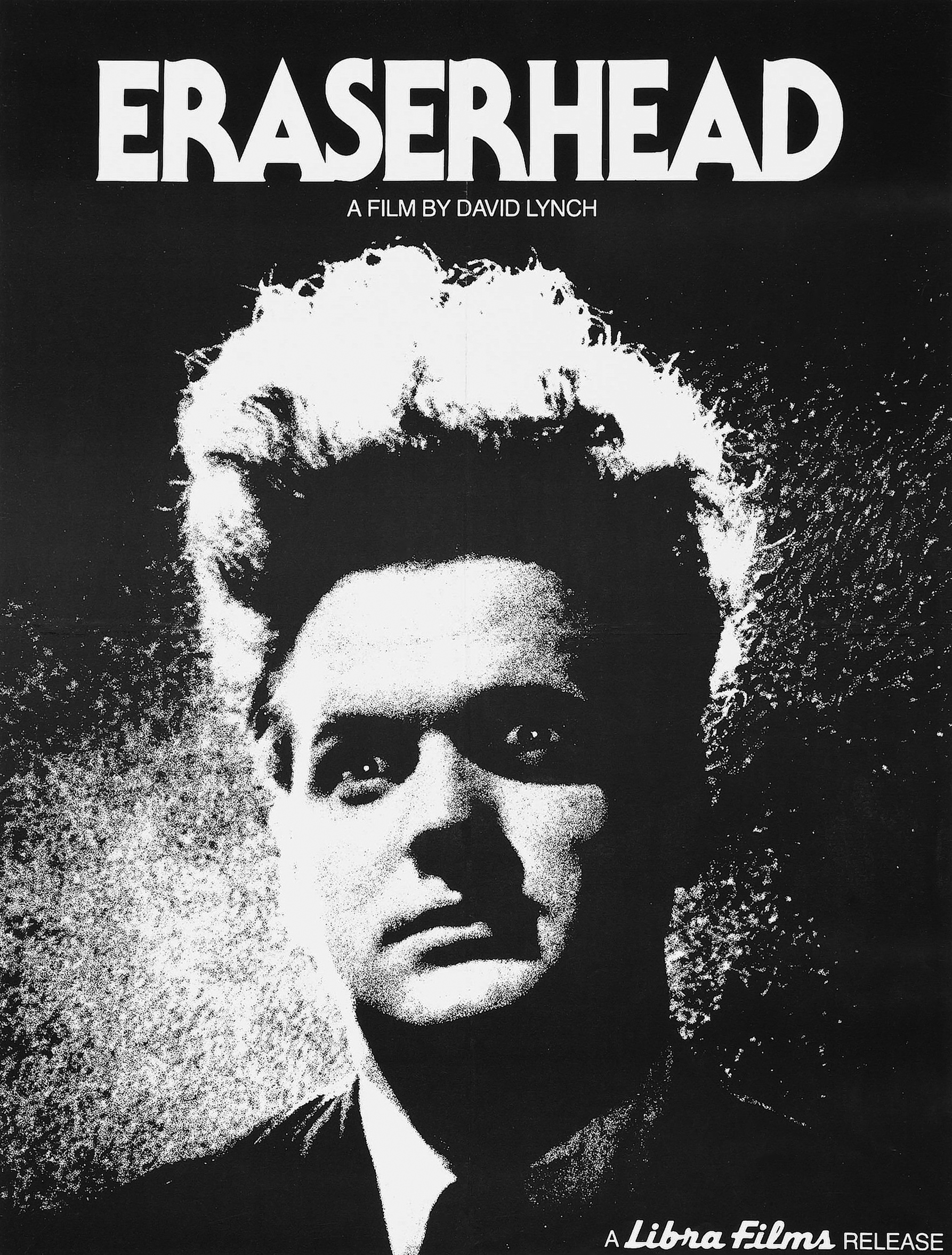
«Голова-ластик» Дэвида Линча

После прихода в кино звука, а позднее и цвета, необходимость в театрализации изобразительного ряда отпала. Кинематограф становился всё более реалистически ориентированным, нарочитая экспрессия поз и движений героев осталась лишь в работах некоторых авторов-авангардистов (см., например, фильм Дэвида Линча «Голова-ластик», герои которого находятся в неестественно зажатых позах).
В то же время в жанровом кино появились различные клише, некоторые из которых непосредственно связаны с позами героев. В качестве примера можно привести классические вестерны, в которых происходят дуэли между героями — ковбоями и стрелками.

Кадр из спагетти-вестерна Серджо Леоне «Хороший, плохой, злой» (1966)

Поза героя, пристально следящего за действиями противника, предельно выразительна, ракурсы максимально эффектны, напряжение просто витает над сценой. Особенно подобные эпизоды характерны для так называемых спагетти-вестернов европейского производства.
Другой пример — «поза зомби». Оживший мертвец ходит медленно, сомнамбулически, руки безвольно держит перед собой, голова повёрнута или налонена чуть в сторону. Данный стереотип стал популярен после фильма Джорджа Ромеро «Ночь живых мертвецов» 1968 года выпуска.
Вообще кинематограф породил много поз, ставших характерными для вымышленных или сверхъестественных существ: вурдалаков, вампиров, оборотней и т. д. Например, в фильме «Изгоняющий дьявола» 1973 года, тело девочки, одержимой злым духом, в моменты «приступов» принимает абсолютно противоестественные, а порой и невозможные позы.
В азиатском кино важное место занимают фильмы с восточными единоборствами. Герои часто обладают сверхъестественными способностями, во время схваток их тела не подчиняются законам физики. Они могут принимать эффектные, но порой бесцельные позы, имеющие чисто эстетическое значение: см. например, «Крадущийся тигр, затаившийся дракон», «Герой» (2002), различные аниме.
Часто причиной подобного поведения героев является их мифологичность или полулегендарность. В большинстве случаев в современном кино характерные, узнаваемые позы присущи персонажам, в отношении которых в сознании большинства складываются какие-либо стереотипы или сильны верования и предрассудки. Именно в таком, идеализированном виде современные европейцы видят стрелков Дикого Запада, а китайцы или японцы собственных предков. Кинематографические позы героев — отображение этого восприятия. В советском кинематографе характерна любая поза. Так в фильме «Бриллиантовая рука» герой Андрея Миронова Геша Козодоев ложится на доску на живот и, затем встает в позу спортсмена, держа удочки на вытянутых руках и в такой позе кричит "Помогите! Спасите! Сос! " В фильме «Гостья из будущего» Коля Герасимов (Алексей Фомкин) становится в круг в основную стойку лицом к машине времени. При этом он держится за поручни и во время его перемещения видны лишь контуры его тела. Космический пират Весельчак У (Вячеслав Невинный) перед тем как превратиться в Колю принимает позу приседания и, взмахнув руками, принимает его облик.

## Интересные факты
- В полном покое лёжа на поддержание жизни (кровообращение, дыхание, обмен веществ и т. д.) человек расходует около 1 килокалории в час на каждый килограмм массы тела. Сидя человек тратит 1,5 ккал в час на килограмм массы, при спокойном стоянии — 1,6. Как только человек начинает двигаться, расход энергии резко возрастает. В среднем, при ходьбе по ровной дороге со скоростью 4 км/ч расход энергии за час составляет 200—240 ккал.
- Парты, за которыми выросло не одно поколение советских школьников, разработал в начале прошлого века российский учёный, основоположник научной гигиены Федор Эрисман. Он изучал строение тела и физиологию ребёнка и на основе своих исследований сконструировал оптимальную модель ученического стола. Парты Эрисмана стали такой же неотъемлемой частью школы, как доска или мел. Оснастив все школы советского союза (в 1924 году) новыми деревянными партами с наклонной откидной верхней панелью, как и ожидалось, было получено снижение заболеваемости сколиозом.[источник не указан 5516 дней]